# 毒草師 白蛇の洗礼
『毒草師 白蛇の洗礼』（どくそうし　はくじゃのせんれい）は、高田崇史による推理小説。毒草師シリーズの第2作である。

## 出版履歴
- 2008年：朝日新聞出版、ISBN 9784022504272
- 2011年：講談社ノベルス、 ISBN 978-4-06-182781-3
- 2012年：朝日文庫、ISBN 978-4-02-264582-1

## あらすじ
平成10年8月、裏千家の茶席に端を発する謎の毒物和使用した連続毒殺事件を毒草師・御名形史紋と、編集者・西田真規が追う。

## 登場人物
御名形 史紋（みなかた しもん）
主人公。毒草師。
西田 真規（にしだ まさき）
雑誌「ファーマ・メディカ」の編集者で御名形のマンションの隣人。前作での傷心を癒すためカルチャー・センターに通うことを考えていた矢先、遠藤の命で毒殺事件が起こった茶道教室に通うことになる。
遠藤 悟士（えんどう さとし）
「ファーマ・メディカ」編集長。一ノ関に頼まれて西田を茶道教室に通わせる。

### 事件関係者
大澤 信郎/宗信（おおさわ のぶろう/そうしん）
裏千家教授。60歳だが、白髪であること以外の身なりは非常に若々しい。
大澤 徹太（おおさわ てつた）
信郎の長男。祐二の死後、自身も毒殺され「ひゆ」という言葉と十字のダイイングメッセージを残す。
大澤 祐二（おおさわ ゆうじ）
信郎の次男。30歳。自宅の茶室で「毒の」という言葉を残して殺害されたが、使用された毒物が半分が蛇毒であることしか分からず、殺害方法も不明。龍河や百合から『石神教』に勧誘されていた。
大澤 喜佐子（おおさわ きさこ）
祐二の妻。
龍河 誠（りゅうが まこと）
信郎の弟子。32歳。新興宗教団体『石神教』の信者。百合に言い寄っていたが拒まれ、百合と亜子を交えて話している中、トリカブトを飲んで死亡する。
坂本 美和/宗美（さかもと みわ/そうみ）
信郎の弟子。42歳。徹太の死後、南野庭園で行われた茶会において、そこの露地で毒殺される。
松江 亜子（まつえ あこ）
信郎の弟子。26歳。宗教団体『曙光の会』に入信している。祐二と不倫関係にあった。百合と龍河邸を訪れた際、トリカブトを飲んで死亡。
神凪 百合（かんなぎ ゆり）
信郎の弟子。病院の受付に勤務する。26歳。瞳が大きくつぶらで、可愛らしい印象がある。第一の事件では被害者の直前に茶を飲み、第三の事件では殺害現場で目撃され、第四の事件では一人だけ生存したことで警察から疑われる。
神凪 桂（かんなぎ かつら）
百合の祖母。
神凪 清志（かんなぎ きよし）
百合の父。「石神教」の幹部。
神凪 和恵（かんなぎ かずえ）
百合の母。50歳。
神凪 武男（かんなぎ たけお）
百合の兄。百合より2歳年上で毒草の実を食べ、20年以上前に死亡している。
火渡 祥子（ひわたり しょうこ）
百合の友人。26歳。冷ややかな印象のある美人。
火渡 琴美（ひわたり ことみ）　
祥子の母。
火渡 勝（ひわたり まさる）
祥子の弟。小学校に上がったばかりの頃死亡している。
一ノ関 元子（いちのせき もとこ）　
内科医。

### 警視庁
辰巳 浩助（たつみ こうすけ）
警部。
堂本 素直（どうもと すなお）
巡査部長。